# Alexeï Miltchakov
Alexeï Iourievitch Miltchakov (en russe : Алексей Ю́рьевич Мильчаков), né le 30 avril 1991 à Saint-Pétersbourg, est un néonazi russe, commandant de l'organisation paramilitaire Groupe Roussitch.
Il est associé à des crimes de guerre commis en Syrie et en Ukraine, et décrit comme « le symbole des néonazis russes qui se battent dans le Donbass ».

## Biographie

### Jeunesse et débuts dans l'armée
Alexeï Miltchakov naît le 30 avril 1991 à Saint-Pétersbourg, il se dit fan du club de football du Zénith Saint-Pétersbourg.
Il fait sa première apparition médiatique en 2011 en se filmant en train de torturer et décapiter un chiot puis en postant les images en ligne. Des défenseurs des droits des animaux appellent les supporters du Zénith à prendre position contre Miltchakov. Sur sa page VKontakte, il appelle également à tuer des sans-abri, des chiots et des enfants et pose avec un drapeau nazi ,.
Il sert ensuite dans l'armée russe au sein de la 76e division des forces aéroportées, l'unité de Dmitri Outkine qui sera l'un des fondateurs du groupe Wagner. Au combat, il utilise les indicatifs d'appel « Fritz » puis « Serb ».

### Participation à la guerre du Donbass
En 2014, il se retrouve dans le Donbass pour participer aux combats et déclarera plus tard s'être rendu dans l'Est de l'Ukraine pour « tuer ». Il combat dans le Groupe d'intervention rapide Batman de l'autoproclamée république populaire de Lougansk (LPR) . Selon son propre récit, il forme le Groupe de reconnaissance, de sabotage et d'assaut (DShRG) Roussitch, simplement dit Groupe Roussitch, avec le Russo-Norvégien Ian Petrovski à l'été 2014, après avoir suivi un programme d'entraînement paramilitaire dirigé par la Légion impériale russe.
L'un des faits d'armes les plus célèbres du Roussitch intervient en septembre 2014 lorsqu'il décime une colonne du bataillon ukrainien Aidar alors qu'elle se repliait après un accord de cessez-le-feu. Miltchakov se vante ouvertement d'avoir photographié les corps d'Ukrainiens mutilés et brûlés. Il aurait également coupé les oreilles de cadavres ukrainiens et dessiné des croix gammées sur leur visage.
En 2015, la presse mentionne l'existence d'un camp d'entraînement dans la région de Moscou destiné à former des combattants pour la région du Donbass. Alexeï Miltchakov est l'un des instructeurs.
En janvier 2015, le commandant du groupe Batman trouve la mort lors de l'attaque de son convoi avec plusieurs membres de son escorte, dont des membres du Groupe Roussitch. Les médias séparatistes désignent le président de la LPR, Igor Plotnitski, comme le commanditaire. Miltchakov annonce que le Groupe Roussitch n'est désormais plus sous le commandement de la LPR, que « le gouvernement de la LPR et Plotnitskyi étaient des enfants de p*tes » et que son unité se battra désormais contre eux et contre les Ukrainiens. En juillet 2015, Miltchakov annonce le retrait du Groupe Roussitch du Donbass. En juillet 2016, il prend publiquement position contre la république populaire de Louhansk dont il n'apprécie pas « l'idéologie anti-fasciste ».
Outre sa participation aux combats, Miltchakov participe à divers événements organisés par l’État russe, comme le Forum international des conservateurs russes en mars 2015. En mai 2016, il est décoré par le gouverneur de la Crimée pour sa participation aux combats contre l'armée ukrainienne.

### Déploiement en Syrie
En octobre 2017, le média Fontanka publie plusieurs photographies montrant des hommes du Roussitch déployé en Syrie dans la région de Homs. D'après Fontanka, ces hommes sont intégrés aux détachements du groupe Wagner. Quelques années plus tard, en 2024, le groupe d'investigations Bellingcat dévoile une photographie prise en 2017 montrant un combattant brandissant une tête coupée près de la ville de Palmyre. Cette photo déjà apparue en 2020 sur des réseaux sociaux russes montre que l'homme porte une tenue de camouflage similaire à celle des combattants du groupe Roussitch et qu'il pourrait s'agir de Miltchakov lui-même. D'autres photos et témoignages montreront l'implication du groupe dans les combats en Syrie.

### Invasion de l'Ukraine par la Russie
Alexeï Miltchakov et son groupe sont engagés en Ukraine dès le début de l'invasion russe. Le 27 mai 2022, une chaîne Telegram proche de Roussitch le montre déployé en Ukraine, sans que l'image ne puisse être datée, quelques jours après que Der Spiegel a affirmé que le néonazi a été bléssé au combat en Ukraine. En août 2022, des images sont diffusées, le montrant toujours actif dans le pays.
Selon Anton Gerachtchenko, il aurait déposé plainte contre l'État russe pour avoir utilisé des images de lui dans une brochure sur les « nazis ukrainiens ».

## Positions politiques
En 2020, Alexeï Miltchakov se définit lui-même comme un nazi : « Je ne vais pas faire diversion, dire que je suis nationaliste, patriote, impérialiste, etc. Je vais le dire sans détour : je suis un nazi ». Dans cette interview, il déclare également : « Vous devez comprendre que quand vous tuez une personne, vous ressentez l'excitation de la chasse. Si vous n'avez jamais chassé, vous devriez essayer. C’est intéressant ».

## Sanctions internationales
En 2015, Alexeï Miltchakov est sanctionné par l'Union européenne, le Royaume-Uni et le Canada pour ses activités durant la guerre du Donbass et ses crimes présumés.